# Liste des cours d'eau les plus courts

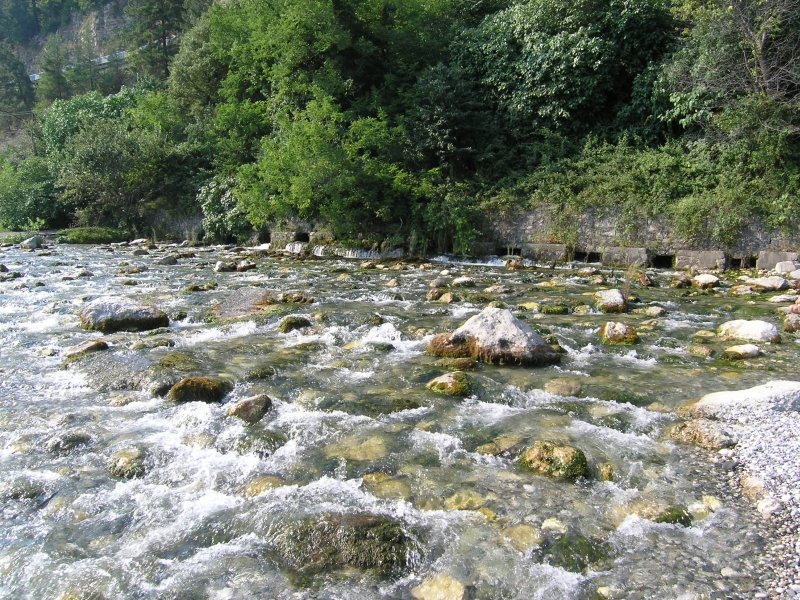
La Reprua en Géorgie est une résurgence karstique qui se jette dans la mer Noire ; avec seulement 18 m de long, il pourrait s'agir du plus court cours d'eau du monde portant un nom.

Cet article recense les cours d'eau dont la longueur est la plus courte.
La longueur d'un cours d'eau peut être difficile à mesurer avec précision et dépend, entre autres, de l'identification de sa source, de celle de son embouchure et de la mesure de la longueur entre ces deux extrémités. Tout comme la longueur du plus long cours d'eau est débattue depuis plus d'un siècle entre le Nil et l'Amazone, plusieurs cours d'eau sont candidats au titre de plus courte rivière (ou fleuve) du monde.

## Liste

### Amérique du Nord
| Nom                | Emplacement                      | Longueur |
| ------------------ | -------------------------------- | -------- |
| Roe River          | Great Falls, Montana, États-Unis | 61 m     |
| Río Los Patos      | Barahona, République dominicaine | 61 m     |
| D                  | Oregon, États-Unis               | 130 m    |
| Nautley River (en) | Colombie-Britannique, Canada     | 800 m    |
| Link               | Oregon, États-Unis               | 2,4 km   |
| Comal              | Texas, États-Unis                | 4 km     |

### Amérique du Sud
| Nom            | Emplacement                            | Longueur           | Commentaire                                                                                 |
| -------------- | -------------------------------------- | ------------------ | ------------------------------------------------------------------------------------------- |
| Rio Azuis (pt) | Aurora do Tocantins, Tocantins, Brésil | 147 m              | Plus petit cours d'eau du Brésil.                                                           |
| Río Correntoso | Villa La Angostura, Neuquén, Argentine | Entre 200 et 300 m | Suivant la hauteur des lacs Correntoso et Nahuel Huapi, plus petit cours d'eau d'Argentine. |

### Europe
| Nom             | Emplacement                | Longueur     | Commentaire                                                         |
| --------------- | -------------------------- | ------------ | ------------------------------------------------------------------- |
| Reprua          | Géorgie                    | 27 m         | Candidat au titre de plus petit cours d'eau du monde.               |
| Kovasselva      | Hitra, Norvège             | Environ 20 m | Selon la marée ; le cours d'eau relie le lac Kovassvatnet à la mer. |
| Ombla           | Près de Dubrovnik, Croatie | Environ 30 m |                                                                     |
| Aril (it)       | Malcesine, Italie          | 175 m        | Affluent du lac de Garde.                                           |
| Fiumelatte (en) | Varenna, Italie            | 250 m        | Affluent du lac de Côme.                                            |
| Vrelo (en)      | Serbie                     | 365 m        |                                                                     |
| Veules          | Veules-les-Roses, France   | 1,2 km       | Plus petit fleuve de France.                                        |
| Norrström       | Suède                      | 1 km         | Reliant le lac Mälar à la mer Baltique au niveau du Riksdagshuset.  |